# Chrizostom (Martiškin)
Chrizostom (světským jménem: Georgij Fjodorovič Martiškin; 3. května 1934, Kazinka – 6. ledna 2025) byl ruský duchovní Ruské pravoslavné církve a emeritní metropolita vilniuský a litevský.

## Život
Narodil se 3. května 1934 ve vesnici Kazinka v Moskevské oblasti.
Po dokončení sedmileté školy začal pracovat v kolchozu. V letech 1951–1961 pracoval jako restaurátor architektonických památek.
Působil jako starší hypodiakon metropolity Nikodima (Rotova) a nastoupil na studium Moskevského duchovního semináře a následně Moskevské duchovní akademie. Dne 12. září 1964 byl v Alexandro-Něvské lávře rukopoložen na diákona.
Dne 31. října 1966 byl v Trojicko-sergijevské lávře postřižen na monacha se jménem Chrizostom a 4. listopadu 1968 rukopoložen na jeromonacha.
Od 1. března 1968 sloužil v chrámu svatého Pimena Velikého v Moskvě a od 1. prosince 1969 v chrámu Všech svatých na Sokole.
Dne 15. července 1971 se stal vedoucím kanceláře Oddělení vnějších církevních vztahů Moskevského patriarchátu (OVCV). Dne 2. srpna 1971 byl povýšen na archimandritu.
Roku 1972 jej Svatý synod zvolil biskupem zarajským a vikářem moskevské eparchie. Dne 23. dubna 1972 proběhla v chrámu Zvěstování přesvaté Bohorodice při rezidenci OVCV jeho biskupská chirotonie. Světiteli byli metropolita leningradský Nikodim (Rotov), arcibiskup dmitrovský Filaret (Vachromejev) a arcibiskup tulský Juvenalij (Pojarkov). Současně se stal zástupcem předsedy OVCV.
Dne 3. září 1974 byl ustanoven biskupem kurským a bělgorodským a 2. září 1977 byl povýšen na arcibiskupa.
Dne 13. srpna 1981 byl uvolněn z funkce zástupce předsedy OVCV.
Od 26. prosince 1984 působil jako arcibiskupem irkutský a čitský, dočasným správcem chabarovské eparchie.
Dne 26. ledna 1990 jej Svatý synod ustanovil arcibiskupem vilniuským a litevským a 25. února 2000 byl povýšen na metropolitu.
Dne 24. prosince 2010 rozhodnutím Svatého synodu byl metropolita Chrizostom penzionován z důvodu nemoci.
Zemřel v noci 6. ledna 2025 ve věku 89 let. Před smrtí byl nejstarším žijícím biskupem Ruské pravoslavné církve.